# (464055) 2014 WP227
(464055) 2014 WP227 es un asteroide perteneciente al cinturón de asteroides, descubierto el 8 de marzo de 2008 por el equipo Spacewatch desde el Observatorio Nacional de Kitt Peak (Arizona, Estados Unidos).